# بارتوش (استان ماسوویان)
بارتوش (به لهستانی:  Bartosz) یک روستا در لهستان است که در گمینا سوکوووف پودلاسکی واقع شده‌است. بارتوش ۴۰ نفر جمعیت دارد.